# Passiflora rubrotincta
Passiflora rubrotincta är en passionsblomsväxtart som beskrevs av Ellsworth Paine Killip. Passiflora rubrotincta ingår i släktet passionsblommor, och familjen passionsblomsväxter. Inga underarter finns listade i Catalogue of Life.